# Степне (сільське поселення Калузьке)
Степне (рос. Степное) — селище Черняховського району, Калінінградської області Росії. Входить до складу Калузького сільського поселення.
Населення —  33 особи (2015 рік). 

## Населення
| 2010 |
| ---- |
| 33   |